# Zandžán (město)
Zandžán (persky شهر زنجان‎) je město v severozápadním Íránu a hlavní město provincie Zandžán. Město leží 298 km severozápadně od Teheránu na silnici z Tabrízu do Turecka, přibližně 125 km od Kaspického moře. Ve městě žije přibližně 431 tisíc obyvatel.

## Historie
Město Zandžán bylo založeno zakladatelem Sasánovské říše Ardašírem Pápakanem tehdy bylo známé pod jménem Šahín.